# Gymnacranthera ocellata
Gymnacranthera ocellata là một loài thực vật có hoa trong họ Myristicaceae. Loài này được R.T.A.Schouten mô tả khoa học đầu tiên năm 1986.